# Рахівська міська рада
Ра́хівська міська́ ра́да — адміністративно-територіальна одиниця та орган місцевого самоврядування в Рахівському районі Закарпатської області. Адміністративний центр — місто Рахів.

## Загальні відомості
Рахівська міська рада утворена в 1958 році.
- Територія ради: 5,68 км²
- Населення ради: 15 137 осіб (станом на 1 січня 2011 року)
- Територією ради протікає річка Тиса

## Населені пункти
Міській раді підпорядковані населені пункти:
- м. Рахів

## Склад ради
Рада складається з 30 депутатів та голови.
- Голова ради: Думин Ярослав Васильович
- Секретар ради: Беркела Іван Іванович

### Керівний склад попередніх скликань
| Прізвище, ім'я, по батькові | Основні відомості                                               | Дата обрання | Дата звільнення |
| --------------------------- | --------------------------------------------------------------- | ------------ | --------------- |
| Думин Ярослав Васильович    | Міський голова, 1970 року народження, освіта вища, безпартійний | 26.03.2006   | 31.10.2010      |
| Думин Ярослав Васильович    | Міський голова, 1970 року народження, освіта вища, безпартійний | 31.10.2010   |                 |

Примітка: таблиця складена за даними сайту Верховної Ради України

### Депутати
За результатами місцевих виборів 2010 року депутатами ради стали:

#### За суб'єктами висування
| Суб'єкт висування                                       | Кількість обраних депутатів | %    |
| ------------------------------------------------------- | --------------------------- | ---- |
| Партія регіонів                                         | 11                          | 36,7 |
| Політична партія «Наша Україна»                         | 5                           | 16,7 |
| Політична партія Всеукраїнське об'єднання «Батьківщина» | 4                           | 13,3 |
| Українська республіканська партія «Собор»               | 4                           | 13,3 |
| Політична партія «Сильна Україна»                       | 3                           | 10   |
| Політична партія «Фронт Змін»                           | 2                           | 6,7  |
| Політична партія Всеукраїнське об'єднання «Свобода»     | 1                           | 3,3  |

#### За округами
| № округу                                                | Прізвище, ім'я, по батькові    | Дата визнання обраним | Освіта  | Партійна приналежність                           | Відомості про обраного депутата                                                     |
| ------------------------------------------------------- | ------------------------------ | --------------------- | ------- | ------------------------------------------------ | ----------------------------------------------------------------------------------- |
| Партія регіонів                                         |                                |                       |         |                                                  |                                                                                     |
| б/м                                                     | Бендак Юрій Васильович         | 05.11.2010            | вища    | член Партії регіонів                             | готель, Європа’’, директор                                                          |
| б/м                                                     | Олашин Микола Юрійович         | 05.11.2010            | вища    | член Партії регіонів                             | пенсіонер                                                                           |
| б/м                                                     | Беркела Іван Іванович          | 05.11.2010            | вища    | позапартійний                                    | Виноградівська митниця, головний інспектор                                          |
| б/м                                                     | Дідовець Ігор Васильович       | 05.11.2010            | вища    | член Партії регіонів                             | ТОВ, Торговий Дім Мукачево’’, юрист                                                 |
| 2                                                       | Лазарович Василь Васильович    | 05.11.2010            | вища    | позапартійний                                    | Рахівський район електромереж, головний інженер                                     |
| 4                                                       | Мартин Євгеній Михайлович      | 05.11.2010            | вища    | член Партії регіонів                             | тимчасово не працює                                                                 |
| 7                                                       | Семенюк Михайло Тимофійович    | 05.11.2010            | вища    | член Партії регіонів                             | туристичний оздоровчий комплекс, Тиса’’, директор                                   |
| 8                                                       | Руснак Ілля Дмитрович          | 05.11.2010            | вища    | позапартійний                                    | коопунівермаг, Трембіта’’, директор                                                 |
| 10                                                      | Дудаш Ганна Михайлівна         | 05.11.2010            | вища    | позапартійна                                     | Рахівський дошкільний навчальний заклад № 3, старша медична сестра                  |
| 11                                                      | Тулик Іван Іванович            | 05.11.2010            | вища    | позапартійний                                    | приватний підприємець                                                               |
| 15                                                      | Грегірчак Микола Миколайович   | 05.11.2010            | середня | позапартійний                                    | приватне підприємство «Молдавчук», електро-зварювальник                             |
| Політична партія Всеукраїнське об'єднання «Батьківщина» |                                |                       |         |                                                  |                                                                                     |
| б/м                                                     | Візавер Антон Антонович        | 05.11.2010            | вища    | член Всеукраїнського об'єднання «Батьківщина»    | Костилівська загальноосвітня школа І-ІІІ ст., заступник директора з виховної роботи |
| б/м                                                     | Бокотей Василь Сергійович      | 05.11.2010            | вища    | член Всеукраїнського об'єднання «Батьківщина»    | Рахівська загальноосвітня школа І-ІІІ ст., вчитель                                  |
| б/м                                                     | Бернар Ігор Іванович           | 05.11.2010            | середня | член Всеукраїнського об'єднання «Батьківщина»    | приватний підприємець                                                               |
| 9                                                       | Гудз Юрій Юрійович             | 05.11.2010            | вища    | позапартійний                                    | Рахівська загальноосвітня школа І-ІІІ ст. № 3, вчитель                              |
| Політична партія Всеукраїнське об'єднання «Свобода»     |                                |                       |         |                                                  |                                                                                     |
| 1                                                       | Фіріщак Василь Іванович        | 05.11.2010            | середня | член Всеукраїнського об'єднання «Свобода»        | приватний підприємець                                                               |
| Політична партія «Наша Україна»                         |                                |                       |         |                                                  |                                                                                     |
| б/м                                                     | Бариський Володимир Петрович   | 05.11.2010            | вища    | член Політичної партії «Наша Україна»            | ЗАТ «Євроцентр», директор                                                           |
| б/м                                                     | Петришин Богдан Васильович     | 05.11.2010            | вища    | член Політичної партії «Наша Україна»            | Рахівське районне відділення ВАТ НАСК «Оранта», начальник                           |
| 6                                                       | Штефанюк Михайло Михайлович    | 05.11.2010            | вища    | позапартійний                                    | Коопзагот-промторг, директор                                                        |
| 12                                                      | Штефура Світлана Василівна     | 05.11.2010            | вища    | позапартійна                                     | КП «Рахівський районний трудовий архів», архівіст                                   |
| 14                                                      | Приступа Володимир Миколайович | 05.11.2010            | вища    | позапартійний                                    | ТзОВ «Міф», директор                                                                |
| Політична партія «Сильна Україна»                       |                                |                       |         |                                                  |                                                                                     |
| б/м                                                     | Функен Ліна Петрівна           | 05.11.2010            | вища    | член Політичної партії «Сильна Україна»          | приватний підприємець                                                               |
| б/м                                                     | Спасюк Віктор Миколайович      | 05.11.2010            | вища    | член Політичної партії «Сильна Україна»          | приватний підприємець                                                               |
| 13                                                      | Шелевер Руслан Іванович        | 05.11.2010            | вища    | позапартійний                                    | ПП «Шелевер Р. І.»                                                                  |
| Політична партія «Фронт Змін»                           |                                |                       |         |                                                  |                                                                                     |
| б/м                                                     | Севч Оксана Іванівна           | 05.11.2010            | вища    | член Політичної партії «Фронт Змін»              | Рахівська загальноосвітня школа І-ІІІ ст. № 1, вчитель                              |
| б/м                                                     | Мартин Олександр Ілліч         | 05.11.2010            | вища    | член Політичної партії «Фронт Змін»              | молодіжний клуб «SKRAT» приватний підприємець                                       |
| Українська республіканська партія «Собор»               |                                |                       |         |                                                  |                                                                                     |
| б/м                                                     | Сенюк Ірина Павлівна           | 05.11.2010            | вища    | член Української республіканської партії «Собор» | Рахівська міська рада, начальник відділу організаційно-кадрової роботи              |
| б/м                                                     | Греблич Світлана Миколаївна    | 05.11.2010            | вища    | позапартійна                                     | Рахівська загальноосвітня школа І-ІІІ ст. № 3, вчитель                              |
| 3                                                       | Желізняк Михайло Васильович    | 05.11.2010            | вища    | позапартійний                                    | пенсіонер                                                                           |
| 5                                                       | Гейніш Василь Антонович        | 05.11.2010            | вища    | позапартійний                                    | приватний підприємець                                                               |